# Leone il Matematico
Leone il Matematico (in greco antico: Λέων ὁ Μαθηματικός? o Φιλόσοφος, detto anche Leone il Geometra o, ancora, il Filosofo; Tessaglia, 790 – 869) è stato un filosofo, matematico e arcivescovo bizantino legato alla rinascenza macedone e alla fine dell'iconoclastia.
I suoi unici scritti a noi noti sono alcune annotazioni contenute in manoscritti in cui sono tramandati i Dialoghi di Platone. È stato definito un «vero uomo universale» e «l'uomo più intelligente di Bisanzio nel IX secolo». Egli fu arcivescovo di Tessalonica e successivamente direttore della Scuola filosofica di Costantinopoli (Magnaura), dove insegnò logica aristotelica.

## Biografia
Nacque in Tessaglia, cugino del Patriarca di Costantinopoli, Giovanni Grammatico. In gioventù studiò a Costantinopoli, ma viaggiò anche nei monasteri di Andros, dove riuscì ad recuperare manoscritti rari e a seguire studi di matematica sotto la guida di un monaco anziano. Inizialmente diede lezioni private a Costantinopoli, ma la storia racconta che, quando uno dei suoi studenti venne fatto prigioniero durante le guerre arabo-bizantine, il Califfo al-Maʾmūn rimase impressionato dalle sue conoscenze di matematica ed offrì a Leone grandi ricchezze in cambio del suo trasferimento alla Casa della Sapienza a Baghdad. Leone portò la lettera del califfo all'imperatore bizantino Teofilo, che, impressionato della sua reputazione internazionale, gli conferì l'insegnamento (ekpaideutērion) o presso la Magnaura o la chiesa dei Quaranta martiri di Sebaste.
Secondo quanto scrive Teofane Continuato, il califfo, dopo aver ricevuto la lettera di rifiuto da parte di Leone, gli inviò una lettera contenente alcuni problemi di geometria e di astrologia, ai quali Leone avrebbe dovuto rispondere. al-Ma'mun poi offrì all'imperatore bizantino duemila libbre d'oro e una pace perpetua, se solo avesse potuto avvalersi, per un tempo determinato, dei servizi di Leone; la richiesta venne però rifiutata. Successivamente l'imperatore onorò Leone chiedendo al patriarca Giovanni Grammatico di consacrarlo arcivescovo metropolita di Tessalonica, posizione che ricoprì dalla primavera dell'840 all'843. C'è una discrepanza in questo racconto visto che il califfo morì nell'833. Pertanto è stato suggerito che il collegamento tra la lettera finale del califfo e la nomina di Leone come metropolitano sia un errore, o che il califfo in questione fosse in realtà al-Mu'tasim. Quest'ultimo racconto coincide con quanto scritto da Simeone Metafraste, il quale sostiene che Leone diresse l'università imperiale della Magnaura dalla fine dell'838 ai primi dell'840 e venne pagato profumatamente.
Leone, favorevole all'iconoclastia, fu deposto dalla sede episcopale di Tessalonica con la fine dell'iconoclastia nell'843. Nonostante ciò, pronunciò un discorso favorevole alle icone a pochi mesi dalla morte di Teofilo. Intorno all'855 Leone fu nominato direttore della nuova Scuola istituita presso la Magnaura da Bardas, reggente dell'impero. Egli fu ricordato per i suoi studi sulla filosofia, matematica, medicina, scienza, letteratura, filologia, astronomia e astrologia, avendo il patrocinio di Teoctisto e l'amicizia di Fozio di Costantinopoli. San Cirillo fu suo allievo. Leone fu accreditato dell'invenzione di un «telegrafo ottico» che collegò la capitale Costantinopoli con la frontiera del Tauro, in Cilicia, all'epoca minacciata dalle incursioni arabe. Grazie a questo sistema era possibile comunicare in breve tempo i movimenti delle truppe arabe osservati alla frontiera alla capitale, distante centinaia di km Leone realizzò anche degli automi meccanici, come alberi con uccelli mobili, leoni ruggenti e un trono imperiale levitante. Liutprando di Cremona testimoniò di averlo visto durante la sua visita a Costantinopoli, un secolo più tardi.

## Opere
La maggior parte delle opere di Leone sono andate perdute. Scrisse ponderosi trattati, poesie, e molti epigrammi, e fu anche un compilatore, che riunì una vasta gamma di testi filosofici, medici e astronomici. La sua biblioteca può essere parzialmente ricostruita e conteneva opere di: Archimede, Euclide, Platone, Paolo di Alessandria, Teone di Alessandria, Proculo, Porfirio, Apollonio di Perga, il perduto Mechanics di Quirino e Marcello, e probabilmente Tucidide. Egli compilò anche un'enciclopedia medica. Studiosi bizantini successivi talvolta confusero Leone con lo studioso Leo Choirosphaktes e l'imperatore Leone VI il Saggio, attribuendogli degli oracoli.